# Fécamp
Fécamp település Franciaországban, Seine-Maritime megyében. Lakosainak száma 17 961 fő (2022. január 1.). Fécamp Colleville, Épreville, Ganzeville, Saint-Léonard, Senneville-sur-Fécamp, Tourville-les-Ifs és Toussaint községekkel határos.

## Népesség
A település népességének változása:
| Lakosok száma | 19 381 | 19 167 | 19 303 | 18 641 | 18 251 | 18 041 | 18 054 | 18 016 | 17 961 |
|               | 2013   | 2015   | 2016   | 2017   | 2018   | 2019   | 2020   | 2021   | 2022   |